# Барон Михайло Давидович
Михайло Давидович Барон (1894) — народився у селі Ходорків Житомирської області. 

## Життєпис
27 грудня 1917 р. Баронові доручено формувати 1-й полк Червоного козацтва з 2-го українського полку. За тиждень полк за наказом Муравйова рушає на Полтаву. В березні 1918 р. Барон — комендант Полтави. Саме в цей час, як стверджує «Політичний словник», завдяки Барону припинився збройний конфлікт поміж Катеринославською Федерацією Анархістів та радянською владою.
У вересні 1918 — в Нейтральній смузі разом з Примаковим береться за створення української повстанської дивізії, в якій невдовзі очолює Таращанський полк.
Восени 1918 року після чвар серед чільників 1-ї української радянської дивізії Барон йде з посади командира Таращанського полку. Від грудня 1918 р. він отаман 2-го куреня червонокозачого полку й помічник Примакова.